# Asterella echinella
Asterella echinella là một loài rêu trong họ Aytoniaceae. Loài này được Gottsche Underw. mô tả khoa học đầu tiên năm 1895.